# Rów Tonga
Rów Tonga – drugi pod względem głębokości rów oceaniczny na Ziemi. Położony w południowo-zachodniej części Oceanu Spokojnego, w Basenie Południowopacyficznym. Znajduje się między wyspami Samoa i Tonga, łączy się z rowem Kermadec. Rów Tonga ma długość 1400 km, a średnia szerokość wynosi 55 km. Jego maksymalna głębokość to 10 882 metry.